# KZ Salzwedel
Das KZ Salzwedel war ein Frauenlager. Es befand sich in Salzwedel in der Altmark. Es bestand vom Juli 1944 bis zum April 1945 und war das einzige Außenlager des KZ Neuengamme, das am Ende des Zweiten Weltkrieges nicht geräumt wurde. 3000 Frauen konnten am 14. April 1945 von der 9. US-Armee befreit werden.

## Lager und Häftlingstransporte
Das Barackenlager war bereits 1942 im Ort an der Gardelegener Straße für Zwangsarbeiter in der dortigen Düngemittelfabrik errichtet worden. Das Lager bestand aus zwölf Holzbaracken, einem Krankenrevier, einer Küche und einer Baracke zum Waschen. Einige Baracken dienten dem SS-Wachpersonal.
Ende Juli 1944 kamen 500 ungarische jüdische Frauen aus dem KZ Auschwitz-Birkenau. Viele der Frauen stammten aus damals von Ungarn besetzten Gebieten: aus dem heutigen Rumänien und aus dem heute zur Ukraine gehörenden Transkarpatien, das in der Zwischenkriegszeit der Tschechoslowakei zugesprochen und seit 1939 von der Ukraine besetzt worden war. Diesen folgten im Oktober 800 Jüdinnen unterschiedlicher Nationalität und vermutlich auch aus dem KZ Bergen-Belsen kamen weitere 200 Frauen unterschiedlicher Nationalitäten. Damit befanden sich etwa 1.500 Frauen im Lager. Ab März 1945 kamen weibliche Häftlinge aus dem KZ Ravensbrück, im April aus dem Lager Porta Westfalica-Hausberge und aus dem Lager Laagberg. Gegen Ende des Krieges waren 3.000 Frauen in diesem Lager.

## Häftlingsarbeit
Die Frauen mussten in der Draht- und Metallfabrik Salzwedel in zwei 12-Stundenschichten Schwerstarbeit leisten. Das Zweigwerk der Magdeburger Polte-Werke produzierte Munition für Infanterie- und Flugzeugabwehrkanonen. Gegen Kriegsende wurde der Materialnachschub geringer und das Werk war nicht mehr ausgelastet. Die Schichten zur Munitionsherstellung wurden verkürzt bzw. die Nachtschichten ausgesetzt und dafür wurden Aufräum- und Hilfsarbeiten angeordnet.

## Gedenken
Auf dem Gelände des früheren Lagers ist eine Gedenktafel auf einem Findling angebracht und 1966 brachten ehemalige KZ-Häftlinge eine weitere Gedenktafel an.